# M'Daourouch
M'Daourouch (em árabe: مداوروش), também Mdaourouch ou Madauros, é uma comuna localizada na província de Souk Ahras, Argélia. De acordo com o censo de 2008, a população total da cidade era de 41 243 habitantes.